# インガーソール駅
インガーソール駅（英語：Ingersoll train station）はカナダオンタリオ州インガーソール テムズ・ストリート・ノース1
にある駅。カナダ各地を結ぶVIA鉄道が乗り入れている。

## 概要
当駅は無人駅である。

## 利用可能な鉄道路線／列車
VIA鉄道の停車する列車は下記の通り。
ウィンザー/ロンドンとトロント間の昼行中距離列車コリドー号 …トロント方面 3本/日、ウィンザー方面 2本/日 出発（平日）